# 幽☆遊☆白書 (テレビアニメ)
『幽☆遊☆白書』（ゆうゆうはくしょ）は、冨樫義博の同名漫画を原作にしたスタジオぴえろ制作のテレビアニメ。
フジテレビ系列にて、1992年10月10日から1995年1月7日まで放送された。全112話。平均視聴率17.6%、最高視聴率は、24.7%（第67話）。フジテレビの土曜18時台後半枠での「週刊少年ジャンプ」連載作品のアニメ化は『よろしくメカドック』（1984年9月1日 - 1985年3月30日放送）以来、7年半ぶりで、当該枠での112話放送は、1977年1月1日 - 1979年1月27日放送の『ヤッターマン』の108話（＋1話再放送）を上回る新記録である。
放映期間中の1993年・1994年の夏季には劇場版アニメが2作公開された。

## 設定
ストーリーではact.1 - act.17、act.45、act.171 - act.175、外伝特別読切「TWO SHOTS」の大部分が削除されている一方で、霊界探偵編でも死んだ幽助が桑原以外に憑依する、魔界統一トーナメント戦を中心とした戦闘シーンやキャラクターの発言・描写が大幅に追加された。温子は終盤は他のキャラクターにより差し替えが行われたが、序盤の霊界探偵編で飲んだくれているシーンはそのままになっている。終盤はアニメオリジナルの展開があるが、全編がアニメオリジナルの長編は存在しない。また最終回は原作とほぼ近づけているが、原作では静流が持って来た幻海の遺言状に沿って話が進んでいたのに対し、生前に幻海自身が遺言を残すなどの細かい違いが見られる。なお番外編「TWO SHOTS」はアニメ化されず、ドラマCD（集英社ドラマCD『幽☆遊☆白書』）およびセル画コミック（『幽☆遊☆白書 パーフェクトファイルNO.1＆2』に掲載）のみとなっていたが、2018年に発売された「25周年記念Blu-ray BOX 魔界編」にact.174をアニメ化した「のるか そるか」とともに収録されている。
M-2号のスイングクラッシュなど、技の名前がついていなかった技に名称の追加、武威のオーラバトルクロスアタックや五連邪チームの一人「魅土連邪」の強烈な酸の塊など、アニメオリジナル技の追加、魔界狂戦士チームにアニメオリジナルキャラ「羅愚毘」とその他のメンバー名や大竹以外の霊界特別防衛隊隊員8人中6人の隊員名など、原作では名前が設定されていなかった人物への名前の付与、原作で省略されている箇所が追加されている。オリジナルキャラクターとして、コエンマの部下「ジョルジュ早乙女」が登場。これによりコエンマの登場シーンも増え、暗黒武術会編まではコメディリリーフの役割も果たしていた。第111話「決着!激闘の果てに」では、ナレーションの後に声が同じジョルジュ早乙女が劇中台詞として喋っていたという演出がある。四次元屋敷での蔵馬対海藤戦での「禁句（タブー）」対決最終戦では、「禁句」で設定したルールや喋り合う内容は同じだが、アニメ独自のやり取りも追加、現在有効な文字の一覧表が表示され、喋った言葉の文字が光り、どの文字が有効で、どの有効な言葉を喋ったかが分かりやすく示された。
最終回である第112話のエンディングでは『微笑みの爆弾』をフルバージョンとして使用し、最終回の主要キャスト・スタッフのクレジット後、幽助たちが夕陽を見上げる場面をバックに「SERIES STAFF」として全ての放送回のキャスト・スタッフが50音順に表記され、歌詞の最後の言葉「弾」に合わせて幽助が口を動かしながら霊丸を放つポーズからフェードで画面が白くなり、黒文字で「FOREVER FORNEVER」が浮かび上がって終了する。

### 原作とアニメの主な相違点
変更理由は放送時間や低年齢層の視聴を配慮、静流は喫煙者のキャラを守ることが挙げられる。
| 相違点                                                                                 | 相違点                                                                                 | 原作                                                                           | アニメ |
| -------------------------------------------------------------------------------------- | -------------------------------------------------------------------------------------- | ------------------------------------------------------------------------------ | --- |
| タイトルロゴの「幽」                                                                   | タイトルロゴの「幽」                                                                   | 「幺」の部分が人魂のような形になっている                                       | 「幺」が省略されず 第112話「フォーエバー!幽遊白書」では、静流に店員が駅弁を差し出す際に覗いている「幽遊白書R」という文字の「幺」の部分が原作の人魂のような形になっている                                                                                  |
| 桑原の雪村螢子への呼び方                                                               | 桑原の雪村螢子への呼び方                                                               | 雪村                                                                           | 雪村 螢子ちゃん 「螢子ちゃん」と呼んだ中で幽助のアパートが火事になった時に分は、沢村の「ケイコちゃんが」におうむ返しに返事した時の呼び方。直後にフルネームで尋ねて確認をとっている。螢子が幽助の死体を抱えて脱出した時の出迎え時には能動的に発言している  |
| 女性陣の登場/サポートキャラの応援                                                      | 温子の武術会編以降                                                                     | 出番あり                                                                       | 原作で行った役目を螢子、静流やぼたん、ジョルジュが代理 準決勝戦で前回会場に間違ってついた時の発言、桑原対怨爺戦で桑原が飛ばされた後の温子と静流の会話はない。霊光玉継承後、木の陰で寝ている幽助を見た時の発言はないが、代わりに静流の発言が追加されている |
| 女性陣の登場/サポートキャラの応援                                                      | 静流の初登場                                                                           | act.014「炎の中で…!の巻」                                                      | 第22話「悲しみの美少女・雪菜」 第4話「熱き炎!恋人のきずな」での幽助救出後の話も、螢子が温子を励ます内容に変更になった |
| 女性陣の登場/サポートキャラの応援                                                      | 雪菜救出編                                                                             | サポートキャラなし                                                             | ぼたん |
| 女性陣の登場/サポートキャラの応援                                                      | 魔界の扉編                                                                             | ぼたん 螢子 温子                                                               | ぼたん 螢子 静流 静流が裂蹴紅球波の衝撃に巻き込まれ、ぼたんと共に負傷する、御手洗が蔵馬に突き放された後、蔵馬に同じく突き放すなど、静流登場に関連した内容が追加された                                                                                     |
| 女性陣の登場/サポートキャラの応援                                                      | 魔界トーナメント編                                                                     | サポートキャラなし                                                             | ぼたん コエンマ ジョルジュ 3人とも変装し、コエンマの衣装姿は『パーフェクトファイルNO.2』94頁の設定画で「別のアニメのキャラクターのよう」と解説されている。ジョルジュの衣装姿は『幽☆遊☆白書FOREVER』でも用意されているがコエンマは用意されていない         |
| 女性陣の登場/サポートキャラの応援                                                      | 準決勝戦前に幻海が戸愚呂（弟）と対戦する前に幽助以外に別れを告げる相手                 | 桑原                                                                           | 桑原 ぼたん 螢子 静流 雪菜 |
| 女性陣の登場/サポートキャラの応援                                                      | 幽助対戸愚呂（弟）100%戦で霊界獣（プー）に憑依した幻海が結界作りを頼んだ相手           | 静流 ぼたん                                                                    | 雪菜 ぼたん 温子の欠員に幻海が頼む結界の規模も「4人分」になっている |
| 魔界トーナメント編                                                                     | 蔵馬対時雨戦                                                                           | 対戦前に蔵馬が時雨を一瞥するだけ                                               | 戦闘シーンが追加 |
| 魔界トーナメント編                                                                     | 蔵馬対時雨戦後の時雨の行方                                                             | 生存                                                                           | 行方不明 |
| 魔界トーナメント編                                                                     | 幽助対黄泉戦で幽助が黄泉との戦いに敗れた後意識不明になるまで                           | 省略                                                                           | 黄泉との戦いに敗れた後意識不明 目が覚めたらトーナメントが終了 |
| 魔界トーナメント編                                                                     | 人間界に帰った幽助が桑原たちとの再会する方法                                           | 桑原と蔵馬が魔界統一トーナメント顛末を話し合っている中を後ろから話に割って入る | 最終回の砂浜で海に向かって叫んだ螢子の叫びに答える |
| 魔界トーナメント編                                                                     | 幽助対黄泉戦後の経緯                                                                   | 再会した幽助が桑原に教える                                                     | 幽助が意識不明から目が覚めた後、付き添っていた蔵馬から聞く |
| 魔界トーナメント編                                                                     | 幽助が魔界に行って帰ってからの幻海                                                     | 死去 筆者幻海の手紙が静流より読み上げられる 以後幻海の登場なし                 | 生存 訪問した静流、桑原、蔵馬、雪村螢子、雪菜、コエンマ、ぼたんに頼みごとをする |
| 魔界トーナメント編                                                                     | 幽助が魔界に行って帰ってからの雪菜の居住場所                                           | 桑原の父親に誘われ、桑原の家へ                                                 | 幻海の道場 桑原はたまの訪問に雪菜との交流が続いていることになっている |
| 魔界トーナメント編                                                                     | 幽助来客時に黒呼が快晴・風吹に与えた飲み物                                             | 洋酒、日本酒のいずれか                                                         | 少量のブランデー + ウイスキーボンボン |
| 霊界探偵編                                                                             | 序盤の皿屋敷中の不良2人を岩本から庇うエピソードで不良2人が誤って隠し忘れたもの         | 不良2人どちらかが吸っていたタバコ                                              | 盗んだ財布 幽助は脅すだけで500円のかつあげはしない |
| 霊界探偵編                                                                             | 桑原を殴った後竹中に後ろから殴られるまでの間口にしようとしたもの                       | タバコ                                                                         | ガム（粒ガム） |
| 霊界探偵編                                                                             | 不良が桑原の飼い猫「永吉」を盾にとって脅すシーンで永吉の目に突きつける凶器             | タバコ                                                                         | 叩き割ったガラス瓶 |
| 牙野の道着にタバコを仕込んで暗闇の中で位置を特定した時に使用したタバコ                 | 牙野の道着にタバコを仕込んで暗闇の中で位置を特定した時に使用したタバコ                 | 幽助が直前に吸っていたタバコ                                                   | 幻海がポイ捨てしたタバコ |
| 魔界の扉編で、コンサートに出掛けた桑原を追えとの幻海の指示を無視して幽助が向かった場所 | 魔界の扉編で、コンサートに出掛けた桑原を追えとの幻海の指示を無視して幽助が向かった場所 | パチンコ                                                                       | ゲームセンター 遊んでいるゲームは「ゲームバトラー」で、天沼戦で自分が、かつてやったことがあるゲームと桑原たちに紹介する際の経緯になった |
| 静流の年齢                                                                             | 静流の年齢                                                                             | 17→18                                                                          | 18、20と複数の設定 |
| M-2号とM-3号の名前                                                                     | M-2号とM-3号の名前                                                                     | M-2号が魁でM-3号が梁                                                           | M-2号が梁でM-3号が魁 |

### 暗黒武術会
鈴駒と酎がスラム街での出会い、幽助対酎戦のナイフエッジデスマッチ戦が左京を介した協議の末に開始となる、鴉が戸愚呂チームと大会合流の経緯、戸愚呂チーム対魔界狂戦士チーム戦では戸愚呂チーム側が戸愚呂（弟）1人のみなのは同じだが、傍で鴉と戸愚呂（兄）が控えている、準決勝戦前に幻海が幽助に霊光玉を継承する際に幻海が幽助に挑発を掛けて誘い出す、武威の戸愚呂（弟）戦など、原作で描かれなかった箇所が追加されている。暗黒武術会の開催中、静流と左京が出会い、左京が差し出したライターに自分のタバコを燻らせたり、桑原対戸愚呂（兄）戦終了後10分間の休憩で、左京の言葉を耳にして複雑な表情を浮かべる、左京が最期を迎える際には当初、場内でコエンマにだけ挨拶をする、静流にかつて燻らせ合った思い出のライターを渡す、魔界の扉編で天沼の死後蟲寄市から蟲たちがいなくなったことに不安に駆られた静流が左京から渡されたライターの火でタバコを吸い、ライターを見つめるなど、やや好感を持つような描写が追加された。
準々決勝戦の魔性使いチーム戦で飛影と覆面を診断し2人を捉えて行動不能にする瑠架は看護師として登場。2人を閉じ込めるだけでなく、結界内の2人に内側からダメージを与える（直後に蔵馬が結界に閉じ込められた2人を見た時の台詞で解説する）、飛影の妖力が回復し、内側から結界を破ろうと妖力を解放した際には、瑠架を覆う束呪縄が剥がれていく描写が追加された（演出・絵コンテは新房昭之）。
準決勝の幻海対死々若丸戦では、死々若丸が放った爆吐髑触葬により放出された怨邪がガラス越しに見物していたコエンマとジョルジュ早乙女の席まで飛んできたが、ガラスとの衝突で消滅し難を逃れた。原作では霊光鏡反衝の一撃で死々若丸が敗北したが2撃目の爆吐髑触葬と、魔哭鳴斬剣を振りかざしての突撃が追加、全て霊光鏡反衝で弾き返し計3度使用した。
選手や大会関係者の宿泊施設「ホテル首縊」が、準決勝戦前に左京が他の人間たちに優勝賞金の目的を告げ、人間たちが妖怪を率いて制止させるも戸愚呂（弟）にオーナー共に始末させた場所であることが明示された。
浦飯チームと対した相手チームとの試合終了直後のダメージ率が「暗黒武術会公式記録FILE」として設定されている。
灰背景は敗者側。
| 相手チーム名      | 浦飯チーム選手名       | ダメージ | 相手チーム選手名                    | ダメージ | 勝敗の決め手                                                             |
| ----------------- | ---------------------- | -------- | ----------------------------------- | -------- | ------------------------------------------------------------------------ |
| 六遊怪チーム      | 桑原和真               | 70       | 鈴駒                                | 80       | リングアウト                                                             |
| 六遊怪チーム      | 蔵馬                   | 20       | 呂屠                                | 100      | シマネキ草を植え込んだ                                                   |
| 六遊怪チーム      | 飛影                   | 95       | 是流                                | 100      | 未完成な炎殺黒龍波を撃った（そのため、飛影はしばらく右手が使えなくなる） |
| 六遊怪チーム      | 浦飯幽助               | 95       | 酎                                  | 100      | ナイフエッジ・デスマッチの終盤でヘッドバット                             |
| Dr.イチガキチーム | 浦飯幽助 桑原和真 覆面 | 20 95 80 | M-1号（円） M-2号（梁） M-3号（魁） | 30       | 3対3のバトルロイヤル 覆面→幻海、修の奥義により躁血瘤を破壊               |
| 魔性使いチーム    | 蔵馬                   | 70       | 画魔                                | 95       | 蔵馬は両手足の動きを制限され魔力を封じられる                             |
| 魔性使いチーム    | 蔵馬                   | 90       | 凍矢                                | 85       | シマネキ草を自分の体内で育て、剣のように使った                           |
| 魔性使いチーム    | 蔵馬                   | 95       | 爆拳                                | 0        | 2連戦でほぼ体力を使い果たした蔵馬をめった打ち                            |
| 魔性使いチーム    | 浦飯幽助               | 20       | 爆拳                                | 100      | 逆襲的にめった打ち                                                       |
| 魔性使いチーム    | 浦飯幽助               | 80       | 陣                                  | 90       | 双方リングアウト、10カウント経過により引き分け                           |
| 魔性使いチーム    | 桑原和真               | 70       | 吏将                                | 90       | 雪菜の応援を受けた桑原が終盤で底力を見せる                               |
| 裏御伽チーム      | 飛影                   | 0        | 魔金太郎                            | 100      | 飛影の高速斬撃であっさり死亡                                             |
| 裏御伽チーム      | 飛影                   | 30       | 黒桃太郎                            | 100      | 邪王炎殺剣で一発逆転                                                     |
| 裏御伽チーム      | 蔵馬                   | 10       | 裏浦島                              | 100      | 死々若丸の投げた魔哭鳴斬剣の割り込みによる勝利                           |
| 裏御伽チーム      | 桑原和真               | 0        | 死々若丸                            | 0        | 闇アイテム「死出の羽衣」により桑原戦線離脱                               |
| 裏御伽チーム      | 覆面                   | 50       | 死々若丸                            | 90       | 覆面→幻海、霊光鏡反衝で必殺技を跳ね返した                                |
| 裏御伽チーム      | 桑原和真               | 0        | 怨爺                                | 0        | 怨爺の死出の羽衣相当の技により桑原戦線離脱                               |
| 裏御伽チーム      | 幻海                   | 50       | 怨爺                                | 80       | 怨爺→美しい魔闘家鈴木、幻海の鉄拳                                        |
| 戸愚呂チーム      | 蔵馬                   | 90       | 鴉                                  | 100      | 蔵馬のダウン10カウント負け                                               |
| 戸愚呂チーム      | 飛影                   | 50       | 武威                                | 95       | 完成形の黒龍波で飛影パワーアップ、しかし戦闘後冬眠                       |
| 戸愚呂チーム      | 桑原和真               | 80       | 戸愚呂（兄）                        | 98       | 鈴木にもらったアイテムを活用して戸愚呂（兄）を粉砕                       |
| 戸愚呂チーム      | 浦飯幽助               | 100      | 戸愚呂（弟）                        | 100      | コエンマ対左京は数揃えで、本対決がコエンマ対左京の勝敗も兼ねていた       |

### 魔界統一トーナメント

#### トーナメント開催前
泪が氷河の国から飛影を崖から落とすシーンでは、氷菜がまだ生きていて、他の氷女に制止されるところを泪が落としたという様子が描かれた。落とされた飛影が時雨により邪眼を得て再び氷河の国を訪れた際には飛影と気付いていない泪と出会い、氷菜の墓標に案内され、墓標を立ち去った背中に泪が飛影と気付き詫びを乞うも声に足を止めずに立ち去った様子が描かれた。軀は大幅な設定変更が行われた。
黄泉の光を奪った妖怪の目は、原作では目は縫合がされていたが黒く塗り潰され、その目や口は遮光による透かしが掛かっている。妖怪が光を奪った妖怪の名を挙げた際には原作では黙って踏み潰したが、雄叫びを上げながら顔を踏み潰した。原作では踏み潰した際にその右目が飛び出していたが、踏み潰されて項垂れた顔は踏み潰す前に同じく黒の塗り潰しと遮光による透かしが掛かっている。蔵馬を必要とする理由を述べるシーンでは、原作では黄泉の一言に終わったが蔵馬のモノローグをもって人物像を紹介し、選ぶに至った理由の説明がされた。
喫煙シーンは、原作の螢子が幽助のタバコを奪って吸うシーンはなく、そのまま河辺で寝転がるシーンへ移行する。蔵馬の母親の再婚相手の息子（義弟）畑中秀一に取り憑いた空が畑中秀一に喫煙させるシーンでは、タバコを口に含むところで喫煙が未遂に終わり、その後ライターに点火した火を近づけるところまでで同じく未遂に終わった原作の描写が、ほぼ再現されている。

#### トーナメント開催中・開催後
蔵馬対時雨戦、飛影対軀戦、幽助対黄泉戦、陣対痩傑戦、凍矢対九浄戦、死々若丸対北神戦など、原作で描かれなかった戦闘シーンが独自に追加された。原作と違い、実況は暗黒武術会の審判・実況をつとめた小兎が行なった。樹里は不参加だが第105話「魔界大戦・予選開始!」でウェイトレスをしている後ろ姿が映し出された。
蔵馬対時雨戦では、人間・南野秀一と妖怪妖狐・蔵馬どちらが自分なのかという葛藤の中、妖狐の過去を捨て人間として生きることを決意し、蔵馬が時雨に勝利する。飛影対軀戦では、黒龍波を弾き返されるも、軀の手首に残ったままになっていた手錠の残りを飛影が断ち切り、軀に過去との訣別の思いを伝える、幽助対黄泉戦では、戦いながら幽助に大会の開催による企画責任を突き付け叱咤するシーンがある。幽助対黄泉戦で行われた大会企画責任の叱咤は、大会終了後のコエンマとの対話でも行われ、コエンマとの対話もなく人間界へ帰ってきた原作とは異なった展開を含んでいる。

## 作風

### デザイン
プロデューサーの萩野賢によると、全面的に子供を意識して製作されたアニメだった。幽助と桑原のみ他の皿屋敷中学の生徒とは制服の色が異なり、幽助は緑、桑原は明るい青になっている（他の男子生徒は濃紺）が、これはキャラクターのイメージカラーにも重点を置いたため、現実では、同じ皿屋敷中学校所属でありながら制服の色が違うという、現実世界ではありえない設定が可能となった。その理由も「不良だから」で片付いてしまう、原作では飛ばされぎみであった心理状況や戦闘描写をアニメではより分かりやすくするために、桑原やぼたんらが解説役も担っていた。声優に関しては、本放送当時、蔵馬役に緒方恵美を充てたことについて批判が起こった。女性向けに関しては劇場版で蔵馬の入浴シーンを女性向けに狙った以外は、特に意識していなかった、原作者の冨樫義博に関しては、おとなしそうな人だが、キャラクターにアドバイズ（インタビューが掲載された文庫版4巻表紙の飛影に対して「ナイーブ」など）をいただき、キャラクター像には確固たるイメージを持っている、と結んでいる。
キャラクターデザインは15話までは山沢実が担当していたが、16話以降は北山真理と大西雅也の2人が担当となった（山沢は後に本編の作画監督を数回担当）。16話以降は北山が主人公側や可愛いキャラクター（鈴駒、陣など）、それ以外のデザインが難しい、敵側の怖いキャラクター（鴉、戸愚呂弟、軀など）を大西が担当。版権イラストやグッズのキャラクターデザインのほとんどは北山と大西の2人によるもので、山沢のデザインが使われたのは、ほんのわずかである。また、『幽☆遊☆白書 文庫版 11巻』の巻末付録「キャラクターデザイン秘話」のインタビューには北山が対応、（名前だけではあるが）大西も登場したが、山沢は名前すら登場しなかった。北山は、アニメ放送当時のコミックマーケットにて、別名義で蔵馬と飛影のやおい同人誌（全年齢制）を数冊発売していた。同人誌『影 -yîng-』の中で北山は放送開始前の1992年9月から毎日仕事として『幽☆遊☆白書』を描いていた、2月発売のBGM集のジャケットイラストを担当したと述べている。

### 作画・演出
監督の阿部記之は魔界トーナメント編のオリジナルストーリーを、アニメ制作当時完結していた原作から推測して付け足した、アニメの終わりは関係者間で話し合って原作アニメ化作品の意義を尊重した、とインタビューで述べている。
当時演出デビューしたばかりの新房昭之は、新房が誘った作画監督の若林厚史と組んで当時から独特な演出をしていた。原画の上妻晋作によると新房は原画を諦めている時期で、阿部と同い年の縁で参加し、まず予告編を作っていた。「（上妻が）『新房、お前さんセンスあるよ』とその時本人に言ったんですけど、珍しく本人にやっと笑って。自信をつけたみたいですよ」とのこと。アニメライターの小黒祐一郎（現アニメスタイル編集長）は、第58話「究極奥義!ほえろ黒龍波」、第74話「テリトリーを打ちやぶれ!!」などを見て、新房を当時から注目し、月刊ニュータイプ1995年4月号でインタビューしている。新房は方針について「一緒に参加してくれた人が、作品ができた時に嬉しいと思ってくれるほうがいい」「二者択一する事があったら、面白くなる方、楽しくなる方を選ぶ」としている。若林はこの作品以後、多くのぴえろ作品にも参加している。また、後に新房とともにシャフト作品に関わる尾石達也が原画に参加している。
原画を担当した西尾鉄也は、新房昭之・若林厚史コンビのチームとはライバル関係にあり、第14話「迷宮城の四聖獣!霊界への挑戦」での魔回虫に操られた不良の震え、第49話「残された力!幻海の死闘」爆吐髑蝕葬のエフェクトは『THE八犬伝』を参考にした、第56話「決死の蔵馬！最後の手段」ではフル回転で制作に臨んだ、戸愚呂（弟）が100%になる際の胸筋の震えは井上敦子の担当、魔界の扉編バージョンのオープニングアニメーションでラスト3パート（仙水が裂蹴紫炎弾を放つ〜ラストの集合場面まで）を担当した、と述べている。
一話あたりの動画枚数の上限が存在したが、当時はゆるい社風のため実際には守られていなかった。
エンディングフィルムにおいて、「さよならbyebye」の背景は6mに及ぶ1枚絵で、撮影には8時間を費やした。また「デイドリームジェネレーション」はセル画を使用しない、デジタルアニメである。

## 声の出演
※ぴえろ公式ページ掲載のメインキャストのみ記載。
- 浦飯幽助 - 佐々木望
- 桑原和真 - 千葉繁
- 蔵馬 / 南野秀一 - 緒方恵美
- 飛影 - 檜山修之
- コエンマ - 田中真弓
- ぼたん - 深雪さなえ
- 雪村螢子 - 天野由梨
- 雪菜 - 白鳥由里
- 幻海 - 京田尚子、林原めぐみ（少女時代）
- 戸愚呂弟 - 玄田哲章

## スタッフ
出典
- 原作：冨樫義博
- 製作：布川ゆうじ（スタジオぴえろ）
- 企画：大野実（読売広告社）
- プロデューサー：清水賢治・金田耕司（フジテレビ）、木村京太郎（読売広告社）、萩野賢（スタジオぴえろ）
- シリーズ構成：大橋志吉
- アニメーションキャラクターデザイン：山沢実（第1話 - 第15話）→北山真理、大西雅也（第16話 - 第112話）→北山真理、渡邊敬介（2018年OVA版）
- 美術デザイン：池田祐二（第67話 - 第112話）
- 美術監督：池田祐二（第1話 - 第66話、2018年OVA版）→高田茂祝（第67話 - 第112話）
- 撮影監督：福島敏行
- 音楽：本間勇輔
- 音響監督：水本完、森田洋介（2018年OVA版）
- 監督：阿部紀之
- 編集：株式会社ファルコン
- 現像 : 東京現像所
- 音響制作 : ザックプロモーション
- 効果 : 加藤昭二（アニメサウンドプロダクション）、武藤晶子（サウンドボックス、2018年OVA版）
- 調整 : 成清量（整音スタジオ）
- 録音 : 整音スタジオ
- 制作協力 : 童夢
- 広報 : 川崎悦子→高橋正秀→小中ももこ→高橋正秀→川越悦子→別所美穂→小中ももこ（フジテレビ）、内田博道（スタジオぴえろ）
- 制作デスク : 矢尾板克之、山田良一
- 制作進行 : 藤原浩幸、田中恒嗣、佐藤孝、松澤尚彦、高柳滋仁、瀧ヶ崎誠、中野浩二
- 制作事務 : 渡部圭
- 文芸 : 池田日出子
- 制作：フジテレビ（2018年OVA版は非関与）、読売広告社、株式会社STUDIOぴえろ

## 主題歌
- OP:「微笑みの爆弾」（1 - 112話。最終回ではEDでも使用された。OP映像は第67話で新しくなり、第95話で一部変更。）
  - 作詞：リーシャウロン、作曲・編曲・歌：馬渡松子
    - アニメーション[84]（1 - 66話）：阿部紀之、新房昭之、大西雅也
    - アニメーション（67 - 94話）：阿部紀之、下田正美、井上敦子、榎本明広、西尾鉄也、若林厚史
    - アニメーション（95 - 112話）[85]：下田正美、榎本明広、西尾鉄也、井上敦子
- ED1:「ホームワークが終わらない」（1 - 29話）
  - 作詞：リーシャウロン、作曲・編曲・歌：馬渡松子
    - アニメーション：阿部紀之、新房昭之、岸義之
- ED2:「さよならbyebye」（30 - 59話）[注 22]
  - 作詞：リーシャウロン、作曲・編曲・歌：馬渡松子
    - アニメーション：阿部紀之、大西雅也
- ED3:「アンバランスなKissをして」（60 - 83話）
  - 作詞：山田ひろし、作曲・編曲・歌：高橋ひろ
    - アニメーション：水野和則、下田正美、楠本祐子
- ED4:「太陽がまた輝くとき」（84 - 102話）
  - 作詞・作曲・編曲・歌：高橋ひろ
    - アニメーション：水野和則、北山真理
- ED5:「デイドリームジェネレーション」（103 - 111話）
  - 作詞：リーシャウロン、作曲・編曲・歌：馬渡松子
    - アニメーション：阿部紀之、千葉道徳、レアトリック、水谷貴哉（CG部分）
- 挿入歌:「YELL」（112話）
  - 作詞：松本花奈、作曲：高野ふじお、編曲：旭純、歌：雪村螢子（天野由梨）

## 各話リスト
全話において正式な巻名がある。
| 放送日          | 話数 | サブタイトル                      | 脚本     | 絵コンテ     | 演出         | 作画監督                | 美術            | 巻名                    | VHS                | DVD                |
| --------------- | ---- | --------------------------------- | -------- | ------------ | ------------ | ----------------------- | --------------- | ----------------------- | ------------------ | ------------------ |
| 1992年 10月10日 | 1    | 死んだらオドロいた                | 大橋志吉 | 阿部紀之     | 阿部紀之     | 増谷三郎                | 池田祐二        | 霊界探偵編              | 第1巻              | 第1巻              |
| 10月17日        | 2    | 霊界のコエンマ!復活への試練       | 大橋志吉 | 榎本明広     | うえだしげる | 榎本明広                | 池田祐二        | 霊界探偵編              | 第1巻              | 第1巻              |
| 10月24日        | 3    | 追いつめられた桑原!男の誓い       | 大橋志吉 | 水野和則     | 水野和則     | 増谷三郎                | 高橋忍          | 霊界探偵編              | 第2巻              | 第1巻              |
| 10月31日        | 4    | 熱き炎!恋人のきずな               | 富田祐弘 | 高橋資祐     | 新房昭之     | 高橋資祐                | 工藤英昭        | 霊界探偵編              | 第2巻              | 第1巻              |
| 11月7日         | 5    | 幽助復活!新たなる使命             | 隅沢克之 | 小柴純弥     | 小柴純弥     | 菅野宏紀                | 長﨑斉          | 霊界探偵編              | 第2巻              | 第2巻              |
| 11月14日        | 6    | 三匹の妖怪!飛影・蔵馬・剛鬼       | 橋本裕志 | 松井仁之     | 松井仁之     | 若林厚史                | 高田茂祝        | 霊界探偵編              | 第2巻              | 第2巻              |
| 11月21日        | 7    | 蔵馬の秘密?!母と子のきずな        | 大橋志吉 | 新房昭之     | 新房昭之     | 時矢義則                | 高橋忍          | 霊界探偵編              | 第2巻              | 第2巻              |
| 11月28日        | 8    | 螢子あやうし!邪眼師・飛影         | 富田祐弘 | もりたけし   | 小柴純弥     | 増谷三郎                | 工藤英昭        | 霊界探偵編              | 第3巻              | 第2巻              |
| 12月5日         | 9    | 幻海の継承者トーナメント開始      | 隅沢克之 | 榎本明広     | うえだしげる | 榎本明広                | 長﨑斉          | 奥義継承編              | 第3巻              | 第3巻              |
| 12月12日        | 10   | 暗闇の死闘!桑原・霊気の剣         | 橋本裕志 | 水野和則     | 水野和則     | 菅野宏紀                | 長﨑斉          | 奥義継承編              | 第3巻              | 第3巻              |
| 12月19日        | 11   | 幽助苦戦!傷だらけの反撃!!         | 大橋志吉 | 松井仁之     | 松井仁之     | 増谷三郎                | 高田茂祝        | 奥義継承編              | 第3巻              | 第3巻              |
| 12月26日        | 12   | 乱童あらわる!桑原無念の敗北       | 富田祐弘 | 高橋資祐     | 新房昭之     | 若林厚史                | 工藤英昭        | 奥義継承編              | 第3巻              | 第3巻              |
| 1993年 1月9日   | 13   | 幽助VS乱童 乱れとぶ妖術!!         | 隅沢克之 | 小柴純弥     | 小柴純弥     | 時矢義則                | 長﨑斉          | 奥義継承編              | 第4巻              | 第4巻              |
| 1月16日         | 14   | 迷宮城の四聖獣!霊界への挑戦       | 橋本裕志 | 榎本明広     | うえだしげる | 榎本明広                | 高橋忍          | 四聖獣編                | 第4巻              | 第4巻              |
| 1月23日         | 15   | 美しきバラの舞!華麗なる蔵馬       | 大橋志吉 | 阿部紀之     | 水野和則     | 若林厚史                | 高田茂祝        | 四聖獣編                | 第4巻              | 第4巻              |
| 1月30日         | 16   | 伸びよ霊剣!桑原・男の勝負         | 富田祐弘 | 新房昭之     | 新房昭之     | 渡辺英樹                | 工藤英昭        | 四聖獣編                | 第4巻              | 第4巻              |
| 2月6日          | 17   | 白虎・地獄の雄叫び                | 隅沢克之 | もりたけし   | 小柴純弥     | 菅野宏紀                | 長﨑斉          | 四聖獣編                | 第4巻              | 第5巻              |
| 2月13日         | 18   | 飛影出戦!切り裂く剣               | 橋本裕志 | 松井仁之     | 松井仁之     | 田中良                  | 高橋忍          | 四聖獣編                | 第5巻              | 第5巻              |
| 2月20日         | 19   | 最後の四聖獣・朱雀!               | 大橋志吉 | 榎本明広     | うえだしげる | 榎本明広                | 高田茂祝        | 四聖獣編                | 第5巻              | 第5巻              |
| 2月27日         | 20   | 奥義激突!七人の朱雀               | 富田祐弘 | 水野和則     | 水野和則     | 増谷三郎                | 工藤英昭        | 四聖獣編                | 第5巻              | 第5巻              |
| 3月6日          | 21   | 幽助・命を賭けた反撃              | 隅沢克之 | 高橋資祐     | 新房昭之     | 時矢義則                | 長﨑斉          | 四聖獣編                | 第5巻              | 第6巻              |
| 3月13日         | 22   | 悲しみの美少女・雪菜              | 橋本裕志 | もりたけし   | 中山晴夫     | 越智信次                | 高田茂祝        | 雪菜救出編              | 第5巻              | 第6巻              |
| 3月20日         | 23   | 闇の使者!戸愚呂兄弟               | 大橋志吉 | 阿部紀之     | 阿部紀之     | 若林厚史                | 高橋忍          | 雪菜救出編              | 第6巻              | 第6巻              |
| 3月27日         | 24   | 恐ろしき強敵!三鬼衆               | 富田祐弘 | 新房昭之     | 新房昭之     | 菅野宏紀                | 長﨑斉          | 雪菜救出編              | 第6巻              | 第6巻              |
| 4月10日         | 25   | 燃えろ桑原!愛の底力               | 隅沢克之 | 松井仁之     | 松井仁之     | 田中良                  | 工藤英昭        | 雪菜救出編              | 第6巻              | 第7巻              |
| 4月17日         | 26   | 暗黒武術会への招待者              | 橋本裕志 | 榎本明広     | うえだしげる | 榎本明広                | 高田茂祝        | 雪菜救出編              | 第6巻              | 第7巻              |
| 4月24日         | 27   | 死の船出!地獄の島へ               | 大橋志吉 | 小柴純弥     | 小柴純弥     | 増谷三郎                | 高橋忍          | 六遊怪T編               | 第6巻              | 第7巻              |
| 5月1日          | 28   | 小さな強敵!鈴駒の秘技             | 富田祐弘 | 高橋資祐     | 水野和則     | 高橋資祐                | 長﨑斉          | 六遊怪T編               | 第7巻              | 第7巻              |
| 5月8日          | 29   | 血の花を咲かす蔵馬!               | 隅沢克之 | 松井仁之     | 中山晴夫     | 有沢誠                  | 工藤英昭        | 六遊怪T編               | 第7巻              | 第8巻              |
| 5月15日         | 30   | 未完の奥義・炎殺黒龍波            | 橋本裕志 | 新房昭之     | 新房昭之     | 若林厚史                | 高田茂祝        | 六遊怪T編               | 第7巻              | 第8巻              |
| 5月22日         | 31   | よいどれ戦士!酎の酔拳             | 大橋志吉 | 松井仁之     | 松井仁之     | 田中良                  | 高橋忍          | 六遊怪T編               | 第7巻              | 第8巻              |
| 5月29日         | 32   | ナイフエッジデスマッチ            | 大橋志吉 | 水野和則     | 水野和則     | 菅野宏紀                | 長﨑斉          | 六遊怪T編               | 第7巻              | 第8巻              |
| 6月5日          | 33   | 激突!ベスト8出そろう              | 富田祐弘 | 榎本明広     | うえだしげる | 榎本明広                | 工藤英昭        | 六遊怪T編               | 第8巻              | 第9巻              |
| 6月12日         | 34   | 勝率0.05%の死闘!                  | 隅沢克之 | 小柴純弥     | 小柴純弥     | 増谷三郎                | 高田茂祝        | Dr.イチガキ編           | 第8巻              | 第9巻              |
| 6月19日         | 35   | 覆面の正体?!美しき戦士            | 橋本裕志 | 新房昭之     | 新房昭之     | 若林厚史                | 高橋忍          | Dr.イチガキ編           | 第8巻              | 第9巻              |
| 6月26日         | 36   | 野望を粉砕!光りの洗礼             | 大橋志吉 | 榎本明広     | 小沢一浩     | 有沢誠                  | 長﨑斉          | Dr.イチガキ編           | 第8巻              | 第9巻              |
| 7月3日          | 37   | 闇の忍・魔性使いチーム            | 富田祐弘 | 高橋資祐     | 新房昭之     | 高橋資祐                | 工藤英昭        | 魔性使い編              | 第8巻              | 第10巻             |
| 7月10日         | 38   | 蔵馬無惨!死の化粧                 | 隅沢克之 | 松井仁之     | 松井仁之     | 田中良                  | 高田茂祝        | 魔性使い編              | 第9巻              | 第10巻             |
| 7月17日         | 39   | 粉砕!幽助怒りの鉄拳               | 橋本裕志 | 水野和則     | 水野和則     | 増谷三郎                | 高橋忍          | 魔性使い編              | 第9巻              | 第10巻             |
| 7月24日         | 40   | 風使い陣!嵐の空中戦               | 大橋志吉 | 小柴純弥     | 小柴純弥     | 菅野宏紀                | 長﨑斉          | 魔性使い編              | 第9巻              | 第10巻             |
| 7月31日         | 41   | 霊光弾!意外な決着?!               | 富田祐弘 | 新房昭之     | 新房昭之     | 若林厚史                | 工藤英昭        | 魔性使い編              | 第9巻              | 第11巻             |
| 8月7日          | 42   | 決死の桑原!愛の突撃               | 隅沢克之 | 阿部紀之     | 下田正美     | 時矢義則                | 高田茂祝        | 魔性使い編              | 第9巻              | 第11巻             |
| 8月14日         | 43   | 覆面戦士の厳しき素顔              | 橋本裕志 | うえだしげる | うえだしげる | 榎本明広                | 高橋忍          | 魔性使い編              | 第10巻             | 第11巻             |
| 8月21日         | 44   | 幻海からの最大の試練              | 大橋志吉 | 松井仁之     | 松井仁之     | 田中良                  | 高田茂祝        | 裏御伽T編               | 第10巻             | 第11巻             |
| 8月28日         | 45   | 飛影連戦!撃て黒龍波!              | 富田祐弘 | 高橋資祐     | 新房昭之     | 高橋資祐                | 工藤英昭        | 裏御伽T編               | 第10巻             | 第12巻             |
| 9月4日          | 46   | 戦慄!黒桃太郎の変身               | 隅沢克之 | 小柴純弥     | 小柴純弥     | 菅野宏紀                | 高橋忍          | 裏御伽T編               | 第10巻             | 第12巻             |
| 9月11日         | 47   | 伝説の盗賊!妖狐・蔵馬             | 橋本裕志 | 新房昭之     | 新房昭之     | 増谷三郎                | 高田茂祝        | 裏御伽T編               | 第10巻             | 第12巻             |
| 9月18日         | 48   | 闇アイテム・死出の羽衣            | 大橋志吉 | 下田正美     | 下田正美     | 若林厚史                | 工藤英昭        | 裏御伽T編               | 第11巻             | 第12巻             |
| 9月25日         | 49   | 残された力!幻海の死闘             | 富田祐弘 | 榎本明広     | うえだしげる | 榎本明広                | 高橋忍          | 裏御伽T編               | 第11巻             | 第13巻             |
| 10月2日         | 50   | 魔闘家・鈴木の挑戦!               | 隅沢克之 | 小柴純弥     | 小柴純弥     | 菅野宏紀                | 高田茂祝        | 裏御伽T編               | 第11巻             | 第13巻             |
| 10月9日         | 51   | 宿命の対決!戸愚呂の影             | 橋本裕志 | 松井仁之     | 松井仁之     | 田中良                  | 工藤英昭        | 戸愚呂T編               | 第11巻             | 第13巻             |
| 10月16日        | 52   | 幻海散る!50年目の決着             | 大橋志吉 | 新房昭之     | 新房昭之     | 若林厚史                | 高橋忍          | 戸愚呂T編               | 第11巻             | 第13巻             |
| 10月23日        | 53   | 嵐の前!悲しみを越えて             | 富田祐弘 | 高橋資祐     | 水野和則     | 高橋資祐                | 高田茂祝        | 戸愚呂T編               | 第12巻             | 第14巻             |
| 10月30日        | 54   | 波瀾の決勝戦開始!                 | 隅沢克之 | 上妻晋作     | 小柴純弥     | 増谷三郎                | 工藤英昭        | 戸愚呂T編               | 第12巻             | 第14巻             |
| 11月6日         | 55   | 爆烈!目覚めた妖狐                 | 隅沢克之 | 下田正美     | 下田正美     | 時矢義則                | 高橋忍          | 戸愚呂T編               | 第12巻             | 第14巻             |
| 11月13日        | 56   | 決死の蔵馬!最後の手段             | 大橋志吉 | 榎本明広     | うえだしげる | 榎本明広                | 高田茂祝        | 戸愚呂T編               | 第12巻             | 第14巻             |
| 11月20日        | 57   | 脅威!鎧を外した武威               | 隅沢克之 | 小柴純弥     | 小柴純弥     | 山沢実                  | 工藤英昭        | 戸愚呂T編               | 第12巻             | 第15巻             |
| 11月27日        | 58   | 究極奥義!ほえろ黒龍波             | 隅沢克之 | 新房昭之     | 新房昭之     | 若林厚史                | 高橋忍          | 戸愚呂T編               | 第13巻             | 第15巻             |
| 12月4日         | 59   | 戸愚呂兄の無気味な影              | 橋本裕志 | 松井仁之     | 松井仁之     | 増谷三郎                | 高田茂祝        | 戸愚呂T編               | 第13巻             | 第15巻             |
| 12月11日        | 60   | 怒り爆発!桑原の反撃               | 富田祐弘 | もりたけし   | 中山晴夫     | 越智信次                | 工藤英昭        | 戸愚呂T編               | 第13巻             | 第15巻             |
| 12月18日        | 61   | 宿命の対決!嵐の大将戦開始         | 大橋志吉 | 高橋資祐     | 水野和則     | 高橋資祐                | 高橋忍          | 戸愚呂T編               | 第13巻             | 第16巻             |
| 1994年 1月8日   | 62   | 戸愚呂100%の恐怖!                 | 隅沢克之 | 榎本明広     | うえだしげる | 榎本明広                | 高田茂祝        | 戸愚呂T編               | 第13巻             | 第16巻             |
| 1月15日         | 63   | 幽助!限界への悲しい試練           | 橋本裕志 | 下田正美     | 下田正美     | 時矢義則                | 工藤英昭        | 戸愚呂T編               | 第14巻             | 第16巻             |
| 1月22日         | 64   | 死闘決着!最後のフルパワー         | 富田祐弘 | 小柴純弥     | 小柴純弥     | 山沢実                  | 高橋忍          | 戸愚呂T編               | 第14巻             | 第16巻             |
| 1月29日         | 65   | 闘技場と共に消える野望            | 大橋志吉 | 松井仁之     | 松井仁之     | 増谷三郎                | 高田茂祝        | 戸愚呂T編               | 第14巻             | 第17巻             |
| 2月5日          | 66   | 戸愚呂の償い・一番の望み          | 大橋志吉 | 新房昭之     | 新房昭之     | 若林厚史                | 工藤英昭        | 戸愚呂T編               | 第14巻             | 第17巻             |
| 2月12日         | 67   | 新たなるプロローグ                | 隅沢克之 | 下田正美     | 中山晴夫     | 室井ふみえ              | 高橋忍          | 四次元屋敷編            | 第14巻             | 第17巻             |
| 2月19日         | 68   | 四次元屋敷にひそむ罠              | 富田祐弘 | もりたけし   | 山口よりふさ | 梶谷光春                | 高田茂祝        | 四次元屋敷編            | 第15巻             | 第17巻             |
| 2月26日         | 69   | 禁句（タブー）のパワー!蔵馬の頭脳 | 大橋志吉 | 高橋資祐     | 水野和則     | 高橋資祐                | 工藤英昭        | 四次元屋敷編            | 第15巻             | 第18巻             |
| 3月5日          | 70   | 恐るべき真実!新たな謎             | 隅沢克之 | 榎本明広     | うえだしげる | 榎本明広                | 高橋忍          | 四次元屋敷編            | 第15巻             | 第18巻             |
| 3月12日         | 71   | 迫り来る恐怖!魔界の扉             | 橋本裕志 | 下田正美     | 下田正美     | 時矢義則                | 高田茂祝        | 四次元屋敷編            | 第15巻             | 第18巻             |
| 3月19日         | 72   | 魔界の使者!七人の敵               | 富田祐弘 | 小柴純弥     | 小柴純弥     | 山沢実                  | 工藤英昭        | 領域（テリトリー）      | 第15巻             | 第18巻             |
| 3月26日         | 73   | 忍び寄るドクターの魔の手          | 大橋志吉 | 松井仁之     | 松井仁之     | 増谷三郎                | 高橋忍          | 領域（テリトリー）      | 第16巻             | 第19巻             |
| 4月2日          | 74   | テリトリーを打ちやぶれ!!          | 隅沢克之 | 新房昭之     | 新房昭之     | 若林厚史                | 高田茂祝        | 領域（テリトリー）      | 第16巻             | 第19巻             |
| 4月9日          | 75   | シーマン・雨に潜む罠              | 橋本裕志 | うえだしげる | 中山晴夫     | 室井ふみえ              | 工藤英昭        | 領域（テリトリー）      | 第16巻             | 第19巻             |
| 4月16日         | 76   | 桑原復活?!目覚めた力              | 富田祐弘 | 山口よりふさ | 山口よりふさ | 梶谷光春                | 高橋忍          | 領域（テリトリー）      | 第16巻             | 第19巻             |
| 4月23日         | 77   | 霊界探偵の黒い過去                | 大橋志吉 | 榎本明広     | うえだしげる | 榎本明広                | 高田茂祝        | 領域（テリトリー）      | 第16巻             | 第20巻             |
| 4月30日         | 78   | 出撃!ダークエンジェル             | 隅沢克之 | 下田正美     | 下田正美     | 時矢義則                | 工藤英昭        | 領域（テリトリー）      | 第17巻             | 第20巻             |
| 5月7日          | 79   | 幽助激走!桑原を救え!              | 橋本裕志 | 小柴純弥     | 水野和則     | 山沢実                  | 高橋忍          | 領域（テリトリー）      | 第17巻             | 第20巻             |
| 5月14日         | 80   | 刃霧の標的!死紋十字斑             | 富田祐弘 | 高橋資祐     | 水野和則     | 高橋資祐                | 高田茂祝        | 領域（テリトリー）      | 第17巻             | 第20巻             |
| 5月21日         | 81   | 洞窟の中のゲームワールド          | 大橋志吉 | 松井仁之     | 松井仁之     | 増谷三郎                | 工藤英昭        | 領域（テリトリー）      | 第17巻             | 第21巻             |
| 5月28日         | 82   | ゲームマスター脅威の実力          | 隅沢克之 | 新房昭之     | 新房昭之     | 井上敦子                | 高橋忍          | 領域（テリトリー）      | 第17巻             | 第21巻             |
| 6月4日          | 83   | 残された手段!蔵馬の決断           | 橋本裕志 | うえだしげる | 中山晴夫     | 室井ふみえ              | 高田茂祝        | 領域（テリトリー）      | 第18巻             | 第21巻             |
| 6月11日         | 84   | 蔵馬の怒り!正体は誰だ?!           | 富田祐弘 | 榎本明広     | うえだしげる | 榎本明広                | 工藤英昭        | 領域（テリトリー）      | 第18巻             | 第21巻             |
| 6月18日         | 85   | 霊界探偵・宿命の一騎討ち          | 大橋志吉 | 小柴純弥     | 水野和則     | 木﨑文智                | 高橋忍          | 仙水編                  | 第18巻             | 第22巻             |
| 6月25日         | 86   | 幽助苦戦!決定的な差               | 隅沢克之 | 下田正美     | 下田正美     | 山沢実                  | 高田茂祝        | 仙水編                  | 第18巻             | 第22巻             |
| 7月2日          | 87   | コエンマ・覚悟の魔封環!           | 橋本裕志 | 高橋資祐     | 水野和則     | 高橋資祐                | 工藤英昭        | 仙水編                  | 第18巻             | 第22巻             |
| 7月9日          | 88   | 仙水・解き放たれた聖光気          | 富田祐弘 | 松井仁之     | 松井仁之     | 増谷三郎                | 高橋忍          | 仙水編                  | 第19巻             | 第22巻             |
| 7月16日         | 89   | 予感!全てが止まる時               | 大橋志吉 | 新房昭之     | 阿部紀之     | 井上敦子                | 高田茂祝        | 仙水編                  | 第19巻             | 第23巻             |
| 7月23日         | 90   | 友の意志を継げ!                   | 隅沢克之 | うえだしげる | 中山晴夫     | 室井ふみえ              | 工藤英昭        | 仙水編                  | 第19巻             | 第23巻             |
| 7月30日         | 91   | 覚醒の時!バトル再び               | 橋本裕志 | 榎本明広     | うえだしげる | 榎本明広                | 高橋忍          | 仙水編                  | 第19巻             | 第23巻             |
| 8月6日          | 92   | 究極の戦い!魔族の証               | 大橋志吉 | 下田正美     | 下田正美     | 山沢実                  | 高田茂祝        | 仙水編                  | 第19巻             | 第23巻             |
| 8月13日         | 93   | 決着!魔界の死闘!                  | 大橋志吉 | 小柴純弥     | 小柴純弥     | 増谷三郎                | 工藤英昭        | 仙水編                  | 第20巻             | 第24巻             |
| 8月20日         | 94   | エピローグ!明日へ!                | 富田祐弘 | 松井仁之     | 松井仁之     | 千葉道徳                | 高橋忍          | 仙水編                  | 第20巻             | 第24巻             |
| 8月27日         | 95   | 幽助の運命・危険の足音            | 隅沢克之 | 高橋資祐     | 新房昭之     | 高橋資祐                | 高田茂祝        | 三竦み編                | 第20巻             | 第24巻             |
| 9月3日          | 96   | 闇の訪問者・深まる謎              | 大橋志吉 | うえだしげる | 中山晴夫     | 室井ふみえ 越智信次     | 工藤英昭        | 三竦み編                | 第20巻             | 第24巻             |
| 9月10日         | 97   | 別れ・それぞれの旅立ち            | 富田祐弘 | 水野和則     | 小柴純弥     | 井上敦子                | 高橋忍          | 三竦み編                | 第20巻             | 第25巻             |
| 9月17日         | 98   | 魔界へ!父との対面                 | 橋本裕志 | 榎本明広     | うえだしげる | 榎本明広                | 高田茂祝        | 三竦み編                | 第21巻             | 第25巻             |
| 9月24日         | 99   | 忘れ得ぬ記憶・誕生の時            | 隅沢克之 | 下田正美     | 下田正美     | 嶋村秀一                | 工藤英昭        | 三竦み編                | 第21巻             | 第25巻             |
| 10月1日         | 100  | 明かされる邪眼の秘密              | 大橋志吉 | 小柴純弥     | 小柴純弥     | 山沢実                  | 高橋忍          | 三竦み編                | 第21巻             | 第25巻             |
| 10月15日        | 101  | 魔界盗賊・千年目の再会            | 橋本裕志 | 松井仁之     | 松井仁之     | 千葉道徳                | 高田茂祝        | 三竦み編                | 第21巻             | 第26巻             |
| 10月22日        | 102  | 妖狐変化!忍び寄る殺意             | 富田祐弘 | 高橋資祐     | 小柴純弥     | 高橋資祐                | 工藤英昭        | 三竦み編                | 第21巻             | 第26巻             |
| 10月29日        | 103  | 父の遺言・遠い日の想い            | 隅沢克之 | うえだしげる | 中山晴夫     | 室井ふみえ              | 高橋忍          | 三竦み編                | 第22巻             | 第26巻             |
| 11月5日         | 104  | 意外な提案・魔界の変動            | 大橋志吉 | 榎本明広     | うえだしげる | 榎本明広                | 高田茂祝 高橋忍 | T（トーナメント）突入編 | 第22巻             | 第26巻             |
| 11月12日        | 105  | 魔界大戦・予選開始!               | 富田祐弘 | 下田正美     | 下田正美     | 嶋村秀一                | 工藤英昭        | T（トーナメント）突入編 | 第22巻             | 第27巻             |
| 11月19日        | 106  | 闘う親子!黄泉と修羅               | 隅沢克之 | 小柴純弥     | 小柴純弥     | 井上敦子                | 高橋忍          | T（トーナメント）突入編 | 第22巻             | 第27巻             |
| 11月26日        | 107  | 激闘!夢に賭けた男たち             | 隅沢克之 | 松井仁之     | 松井仁之     | 山沢実                  | 高田茂祝        | T（トーナメント）突入編 | 第22巻             | 第27巻             |
| 12月3日         | 108  | 蔵馬、過去との決別                | 富田祐弘 | 阿部紀之     | 下田正美     | 千葉道徳                | 工藤英昭        | T（トーナメント）突入編 | 第23巻             | 第27巻             |
| 12月10日        | 109  | 対決!飛影とムクロ                 | 大橋志吉 | 高橋資祐     | 新房昭之     | 高橋資祐                | 高橋忍          | T（トーナメント）突入編 | 第23巻             | 第28巻             |
| 12月17日        | 110  | 俺の力・これが全てだ!             | 橋本裕志 | 榎本明広     | うえだしげる | 榎本明広                | 高田茂祝        | T（トーナメント）突入編 | 第23巻             | 第28巻             |
| 12月24日        | 111  | 決着!激闘の果てに                 | 大橋志吉 | 下田正美     | 下田正美     | 井上敦子                | 長﨑斉          | T（トーナメント）突入編 | 第23巻             | 第28巻             |
| 1995年 1月7日   | 112  | フォーエバー!幽遊白書             | 大橋志吉 | 小柴純弥     | 小柴純弥     | 田中良                  | 高橋忍          | T（トーナメント）突入編 | 第23巻             | 第28巻             |
| 2018年 10月26日 | OVA  | TWO SHOTSのるか そるか            | -        | -            | いがりたかし | 丸藤広貴（総） 矢吹智美 | 笠原由紀        | -                       | Blu-ray BOX 魔界編 | Blu-ray BOX 魔界編 |

## 放送

### ネット局
出典
系列は番組終了時（山形テレビのみ打ち切り時）のもの。
| 放送対象地域   | 放送局             | 放送開始日     | 放送時間           | 系列                                         | ネット形態 |
| -------------- | ------------------ | -------------- | ------------------ | -------------------------------------------- | ---------- |
| 関東広域圏     | フジテレビ         | 1992年10月10日 | 土曜 18:30 - 19:00 | フジテレビ系列                               | 制作局     |
| 北海道         | 北海道文化放送     | 1992年10月10日 | 土曜 18:30 - 19:00 | フジテレビ系列                               | 同時ネット |
| 岩手県         | 岩手めんこいテレビ | 1992年10月10日 | 土曜 18:30 - 19:00 | フジテレビ系列                               | 同時ネット |
| 宮城県         | 仙台放送           | 1992年10月10日 | 土曜 18:30 - 19:00 | フジテレビ系列                               | 同時ネット |
| 新潟県         | 新潟総合テレビ     | 1992年10月10日 | 土曜 18:30 - 19:00 | フジテレビ系列                               | 同時ネット |
| 福井県         | 福井テレビ         | 1992年10月10日 | 土曜 18:30 - 19:00 | フジテレビ系列                               | 同時ネット |
| 長野県         | 長野放送           | 1992年10月10日 | 土曜 18:30 - 19:00 | フジテレビ系列                               | 同時ネット |
| 静岡県         | テレビ静岡         | 1992年10月10日 | 土曜 18:30 - 19:00 | フジテレビ系列                               | 同時ネット |
| 中京広域圏     | 東海テレビ         | 1992年10月10日 | 土曜 18:30 - 19:00 | フジテレビ系列                               | 同時ネット |
| 近畿広域圏     | 関西テレビ         | 1992年10月10日 | 土曜 18:30 - 19:00 | フジテレビ系列                               | 同時ネット |
| 岡山県・香川県 | 岡山放送           | 1992年10月10日 | 土曜 18:30 - 19:00 | フジテレビ系列                               | 同時ネット |
| 広島県         | テレビ新広島       | 1992年10月10日 | 土曜 18:30 - 19:00 | フジテレビ系列                               | 同時ネット |
| 福岡県         | テレビ西日本       | 1992年10月10日 | 土曜 18:30 - 19:00 | フジテレビ系列                               | 同時ネット |
| 長崎県         | テレビ長崎         | 1992年10月10日 | 土曜 18:30 - 19:00 | フジテレビ系列                               | 同時ネット |
| 熊本県         | テレビ熊本         | 1992年10月15日 | 木曜 16:30 - 17:00 | フジテレビ系列                               | 遅れネット |
| 山梨県         | 山梨放送           | 1992年10月19日 | 月曜 16:30 - 17:00 | 日本テレビ系列                               | 遅れネット |
| 鹿児島県       | 鹿児島テレビ       | 1992年10月20日 | 火曜 16:30 - 17:00 | フジテレビ系列                               | 遅れネット |
| 福島県         | 福島テレビ         | 1992年10月31日 | 土曜 17:00 - 17:30 | フジテレビ系列                               | 遅れネット |
| 富山県         | 富山テレビ         | 1992年10月31日 | 土曜 17:30 - 18:00 | フジテレビ系列                               | 遅れネット |
| 石川県         | 石川テレビ         | 1992年11月2日  | 月曜 16:00 - 16:30 | フジテレビ系列                               | 遅れネット |
| 愛媛県         | 愛媛放送           | 1992年11月10日 | 火曜 17:25 - 17:55 | フジテレビ系列                               | 遅れネット |
| 秋田県         | 秋田テレビ         | 1992年11月13日 |                    | フジテレビ系列                               | 遅れネット |
| 沖縄県         | 沖縄テレビ         | 1992年11月26日 | 木曜 17:30 - 18:00 | フジテレビ系列                               | 遅れネット |
| 島根県・鳥取県 | 山陰中央テレビ     | 1992年12月4日  | 金曜 17:30 - 18:00 | フジテレビ系列                               | 遅れネット |
| 宮崎県         | テレビ宮崎         | 1993年3月中旬  | 水曜 16:30 - 17:00 | フジテレビ系列 日本テレビ系列 テレビ朝日系列 | 遅れネット |
| 大分県         | テレビ大分         | 1993年3月下旬  | 水曜 16:00 - 16:30 | 日本テレビ系列 フジテレビ系列                | 遅れネット |
| 徳島県         | 四国テレビ         | 1993年4月      | 月曜 17:30 - 18:00 | 日本テレビ系列                               | 遅れネット |
| 山口県         | テレビ山口         | 1993年4月下旬  | 火曜 17:00 - 17:30 | TBS系列                                      | 遅れネット |
| 青森県         | 青森放送           |                | 水曜 17:30 - 18:00 | 日本テレビ系列                               | 遅れネット |
| 山形県         | 山形テレビ         |                | 金曜 16:00 - 16:30 | フジテレビ系列                               | 遅れネット |
| 高知県         | 高知放送           |                | 月曜 16:00 - 16:30 | TBS系列                                      | 遅れネット |
| 佐賀県         | サガテレビ         |                |                    | フジテレビ系列                               | 遅れネット |

### 再放送
関西テレビでは、1995年7月ごろから1996年2月ごろにかけて平日の夕方5時台に再放送された。テレビ大阪では平日の朝8時から9時台にかけて放送されている「朝のこども劇場」にて、2007年まで計5回再放送されていた。
GYAO!では1話を除き、有料配信していた。
2011年に、ファミリー劇場ではゴールデンウィークから5月末にかけての一挙放送を記念して、「幽☆遊☆白書検定」を実施した。
2012年にフジテレビTWOとキッズステーション（HDリマスター版）で再放送。2014年にキッズステーションで再び再放送。2015年にテレ朝チャンネルで再放送。2017年には同アニメの放送開始25周年を記念して、HDリマスター版を地上波では初めて千葉テレビ放送やサンテレビ（2017年10月5日から2018年3月14日まで）で再放送している。サンテレビでの再放送ではオリジナルを尊重してグロテスクな描写のカットや減光処理は加えられていないが、激しい演出の場面には「点滅シーンにご注意ください」のテロップを挿入している（第86話）。
2021年にBS日テレ『アニメにむちゅ〜』枠にて『暗黒武術会編』を放送。
同年、ABEMAではアニメ枠にて第1話から第112話を10月31日まで無料配信していた。

## 映像ソフト
LD-BOX
ビデオチャンプより発売。1巻に28話（4話×7枚）収録で全4BOXに分けて発売。
毎BOXに以下の7つの特典が設けられた。
- 描き下ろしB2ポスター
- 描き下ろしテレホンカード
- オールカラー16Pブックレット
- 全BOX購入特典（全BOX収納箱）応募券
- オール描き下ろしジャケット
- 映像特典・出演声優によるトークバトル
- 多重音声

VHS
1995年に発売。発売はビデオチャンプ、販売はポニーキャニオン。
各話ごとにOP・ED・予告を入れた『TV全書』全23巻と、予告のみを全話収録した『予告全書』全3巻、合計26巻がリリースされた。
LD版とは異なり、プライスダウンを売りにしている。第1巻のみ2話収録、2巻以降は5話収録で販売。
購入特典として、以下が設けられた。
- ビデオ用描き下ろしジャケット
- フルカラー・ピクチャーレーベル
- 4番目のエンディングで使用した全26種類の生写真
- 特製トランプ、全54枚
- 『TV全書』5巻連続購入でオリジナルテレホンカードを応募者全員にプレゼント（以下の表を参照）

| 商品名            | 巻数 | 発売日         | ブロック特典                      |
| ----------------- | ---- | -------------- | --------------------------------- |
| TV全書（全23巻）  | 1    | 1995年1月1日   | 浦飯幽助 オリジナルテレホンカード |
| TV全書（全23巻）  | 2    | 1995年1月20日  | 浦飯幽助 オリジナルテレホンカード |
| TV全書（全23巻）  | 3    | 1995年2月1日   | 浦飯幽助 オリジナルテレホンカード |
| TV全書（全23巻）  | 4    | 1995年2月17日  | 浦飯幽助 オリジナルテレホンカード |
| TV全書（全23巻）  | 5    | 1995年3月1日   | 浦飯幽助 オリジナルテレホンカード |
| TV全書（全23巻）  | 6    | 1995年3月17日  | 蔵馬 オリジナルテレホンカード     |
| TV全書（全23巻）  | 7    | 1995年4月5日   | 蔵馬 オリジナルテレホンカード     |
| TV全書（全23巻）  | 8    | 1995年4月21日  | 蔵馬 オリジナルテレホンカード     |
| TV全書（全23巻）  | 9    | 1995年5月1日   | 蔵馬 オリジナルテレホンカード     |
| TV全書（全23巻）  | 10   | 1995年5月19日  | 蔵馬 オリジナルテレホンカード     |
| TV全書（全23巻）  | 11   | 1995年6月7日   | 飛影 オリジナルテレホンカード     |
| TV全書（全23巻）  | 12   | 1995年6月21日  | 飛影 オリジナルテレホンカード     |
| TV全書（全23巻）  | 13   | 1995年7月5日   | 飛影 オリジナルテレホンカード     |
| TV全書（全23巻）  | 14   | 1995年7月21日  | 飛影 オリジナルテレホンカード     |
| TV全書（全23巻）  | 15   | 1995年8月2日   | 飛影 オリジナルテレホンカード     |
| TV全書（全23巻）  | 16   | 1995年8月18日  | 桑原和真 オリジナルテレホンカード |
| TV全書（全23巻）  | 17   | 1995年9月6日   | 桑原和真 オリジナルテレホンカード |
| TV全書（全23巻）  | 18   | 1995年9月21日  | 桑原和真 オリジナルテレホンカード |
| TV全書（全23巻）  | 19   | 1995年10月4日  | 桑原和真 オリジナルテレホンカード |
| TV全書（全23巻）  | 20   | 1995年10月20日 | 桑原和真 オリジナルテレホンカード |
| TV全書（全23巻）  | 21   | 1995年11月1日  | 特製フォトアルバム[注 36]         |
| TV全書（全23巻）  | 22   | 1995年11月17日 | 特製フォトアルバム[注 36]         |
| TV全書（全23巻）  | 23   | 1995年12月6日  | 特製フォトアルバム[注 36]         |
| 予告全書（全3巻） | 上   | 1995年1月1日   | 1話 - 42話予告                    |
| 予告全書（全3巻） | 中   | 1995年5月1日   | 43話 - 77話予告                   |
| 予告全書（全3巻） | 下   | 1995年8月18日  | 78話 - 112話予告                  |
他にも名場面を登場人物別に再編集したVHSビデオ作品（OVA）として『映像白書』が発売された。この作品には「暗黒武術会の章 下巻」収録のショートドラマ「メイキングオブエンディングの写真ダ」で「さよならbyebye」エンディングアニメーションの最後に幽助が拾う写真の撮影風景を紹介している。内容は、飛影が参加に拒んでいたところを幽助、桑原、蔵馬に無理矢理参加させられたこと、雪菜も参加予定だったが写真撮影における魂を取られるジンクスから辞退したこと、ぼたんが雪菜が見守る中、カメラのピント合わせを行い、セルフタイマーをセットして駆け付けたことが明かされる内容となっている。他に特典として「夢夢白書」というオリジナルショートストーリーがあり、本放送や劇場版とは大きく異なるシュールな作風で、脚本は桑原和真役の千葉繁が担当している。
| タイトル                                 | 発売日         |
| ---------------------------------------- | -------------- |
| 幽☆遊☆白書 映像白書-暗黒武術会の章- 上巻 | 1994年9月21日  |
| 幽☆遊☆白書 映像白書-暗黒武術会の章- 下巻 | 1994年10月5日  |
| 幽☆遊☆白書 映像白書II-幽助の章-          | 1995年12月16日 |
| 幽☆遊☆白書 映像白書II-蔵馬の章-          | 1996年1月1日   |
| 幽☆遊☆白書 映像白書II-飛影の章-          | 1996年1月29日  |
| 幽☆遊☆白書 映像白書II-桑原の章-          | 1996年2月7日   |
DVD-BOX
2002年に箱入りと缶入りの2種類を発売。
缶入りは『幽☆遊☆白書』のイラストが描かれている1つの缶に28巻全てを収納して発売された。
Blu-ray BOX
2009年から2010年にかけてバンダイビジュアルより発売、全3巻。
本編以外にもOVAとして発売された「映像白書」シリーズ、劇場版（第一作目のみ）がBlu-ray Discソフトとして収録される。
また、リアルタイムでしか視聴不可だったエンドカードが特典として収録されている。
| 巻数 | 発売日         | 特典（Blu-ray化映像）                                         | その他特典 |
| ---- | -------------- | ------------------------------------------------------------- | --- |
| 1    | 2009年10月27日 | - 映像白書 〜暗黒武術会の章〜                                 | - 新規シナリオ&アフレコによるピクチャードラマ[注 37] - オーディオコメンタリー（第27話）                                                                   |
| 2    | 2009年12月22日 | - 劇場版 幽☆遊☆白書 - 映像白書 〜幽助・桑原・蔵馬・飛影の章〜 | - オーディオコメンタリー（第64話） |
| 3    | 2010年2月23日  | - 映像白書 〜オープニングエンディングの章〜                   | - ブックレット（冨樫義博の直筆コメント(1頁)付き） - オーディオコメンタリー（第112話） - ノンテロップOP&ED - プロモーション映像集 - エンドカードギャラリー |
HDリマスター版 DVD-BOX
Blu-ray BOXと同時日に発売。全国のアニメイトおよび、アニメイト通販のみで販売。

25th Anniversary Blu-ray BOX
2018年発売。
| 巻数         | 発売日         | 収録話数         | 映像特典（Blu-ray化映像）                                                       |
| ------------ | -------------- | ---------------- | ------------------------------------------------------------------------------- |
| 霊界探偵編   | 2018年7月27日  | 第1話 - 第26話   | - 映画『幽☆遊☆白書 冥界死闘篇 炎の絆』 - 映画『幽☆遊☆白書』 - ノンテロップOP&ED |
| 暗黒武術会編 | 2018年8月28日  | 第27話 - 第66話  | - ノンテロップOP&ED                                                             |
| 仙水編       | 2018年9月26日  | 第67話 - 第94話  | - ノンテロップOP&ED                                                             |
| 魔界編       | 2018年10月26日 | 第95話 - 第112話 | - 完全新作アニメ『TWO SHOTS』 - 完全新作アニメ『のるか そるか』                 |

## 派生作品など

### 映画
東映（1作目、『幽☆遊☆白書』）と東宝（2作目、『幽☆遊☆白書 冥界死闘篇 炎の絆』）から1作ずつ配給された。
- 幽☆遊☆白書（1993年7月10日公開）
- 幽☆遊☆白書 冥界死闘篇 炎の絆（1994年4月9日公開）

### VHS
幽☆遊☆白書 オープニングエンディング大百科（エンサイクロペディア）
1995年10月20日にオリジナルのVHS版、2005年1月19日にDVD版で再発売。
ジャケットイラストは再発売のDVD版が北山真理。各ノンテロップOP/ED後にショートドラマがある。
スタッフ
- 監修 - 阿部記之
- エグゼクティブプロデューサー - 笹島斌
- プロデューサー - 萩野賢、原田徹
- 原画 - 神戸洋行、井上敦子、千葉道徳
- 作画監督 - 千葉道徳
- 演出・絵コンテ - 下田正美

| 曲名                         | ショートドラマ内容 |
| ---------------------------- | --- |
| 微笑みの爆弾                 | コエンマによる主要人物（浦飯幽助、蔵馬、飛影、桑原和真）紹介 |
| ホームワークが終わらない     | 螢子が幽助の経営するラーメン屋台を訪れる。 桑原と雪菜が後に続いて屋台を訪れ、螢子と一緒に屋台で注文をする。幽助は3人に応対しつつ小兎、樹里、瑠架が水着姿で写っている表紙の雑誌を読んでいた                                                                                                   |
| さよならbyebye               | 幻海が道場で、原作act.170「宴のあと」で桑原の父親が雪菜の居候を許可した理由を話し、桑原が名乗り出る EDはフェードアウトしないで、写真を持って見ている幽助と懐かしむ螢子のシーンから開始する                                                                                                   |
| アンバランスなKissをして     | EDがフェードアウトすることなく、ぼたんが写真の束を見て懐かしみ、飛影の消息を心配する。幽助と螢子が合流、螢子が手離し飛んでいき、幽助が拾って見ていた「さよならbyebye」の写真が、ぼたんが落とした写真の1枚であったことが判明する 幽助は、もし魔界で戸愚呂（弟）と仙水と会っていたら、と悔やむ |
| 微笑みの爆弾（魔界の扉編）   | ぼたんが心配していた飛影は幻海の道場にいた。雪菜に会うためだった。 飛影が雪菜に氷泪石を渡すも拒絶される |
| 太陽がまた輝くとき           | 静流が原作/アニメ最終話の海辺への寄り道を提案、桑原たちが幽助と螢子をからかう。幽助は螢子とのキスは2回目と言っている。 |
| デイドリームジェネレーション | 「さよならbyebye」同様、EDがフェードアウトしないで海を見ているところから開始する。飛影はいつの間にか合流していた 第2回目の魔界統一トーナメント。そこには4人全員（桑原も参加）が顔を現していた。実況は小兎、傍には暗黒武術会戸愚呂チーム戦同様、ジョルジュがいる                              |

### CD
『幽☆遊☆白書 ミュージックバトル編3 魔界伝説』では、4曲目「Love Songをあなたに」作詞・作曲を高橋ひろが担当。小兎役の折笠、樹里役の遠藤、瑠架役の鈴鹿により、原作魔界統一トーナメント終了後に小兎、樹里、瑠架3人で結成されたグループ「カルト」を再現。曲開始前のやり取りでは原作act.173「平和の群像」内の「成就しないでしょう」での3人のやりとりが披露された。
蔵馬役の緒方恵美は、仙水役の納谷六朗が死去したことを受け2014年11月18日『幽☆遊☆白書 ミュージックバトル編3 魔界伝説』に収録された「永遠のレクイエム」にかけた呟きをツイートした。
- サウンドトラックなどのCD作品一覧は

### ゲーム
本作品を題材として、10種類以上のハードから、20作以上の電子ゲームが作成、販売されている。
また加えてソーシャル・ネットワーキング・サービスをプラットフォームにしたソーシャルゲームがサービス提供されている。
ハードおよびゲーム名は下記の通り。

#### 日本
| 発売年 | 発売日   | ゲーム名                                                    | 機種                    | 発売元       |
| ------ | -------- | ----------------------------------------------------------- | ----------------------- | ------------ |
| 1993年 | 7月23日  | 幽☆遊☆白書                                                  | ゲームボーイ            | トミー       |
| 1993年 | 9月30日  | 幽☆遊☆白書 闇勝負!!暗黒武術会                               | PCエンジンSUPER CD-ROM² | バンプレスト |
| 1993年 | 10月22日 | 幽☆遊☆白書 爆闘暗黒武術会                                   | ファミリーコンピュータ  | バンダイ     |
| 1993年 | 12月10日 | 幽☆遊☆白書 第2弾 暗黒武術会編                               | ゲームボーイ            | トミー       |
| 1993年 | 12月22日 | 幽☆遊☆白書                                                  | スーパーファミコン      | ナムコ       |
| 1994年 | 1月28日  | 幽☆遊☆白書 外伝                                             | メガドライブ            | セガ         |
| 1994年 | 3月18日  | 幽☆遊☆白書 滅びし者の逆襲                                   | ゲームギア              | セガ         |
| 1994年 | 6月3日   | 幽☆遊☆白書 第3弾 魔界の扉編                                 | ゲームボーイ            | トミー       |
| 1994年 | 6月10日  | 幽☆遊☆白書2 格闘の章                                        | スーパーファミコン      | ナムコ       |
| 1994年 | 9月30日  | 幽☆遊☆白書 魔強統一戦                                       | メガドライブ            | セガ         |
| 1994年 | 9月30日  | 幽☆遊☆白書2 激闘!七強の戦い                                 | ゲームギア              | セガ         |
| 1994年 | 12月9日  | 幽☆遊☆白書 第4弾 魔界統一編                                 | ゲームボーイ            | トミー       |
| 1994年 | 12月22日 | 幽☆遊☆白書 特別篇                                           | スーパーファミコン      | ナムコ       |
| 1994年 | 12月23日 | 幽☆遊☆白書                                                  | 3DO                     | トミー       |
| 1995年 | 3月24日  | 幽☆遊☆白書FINAL 魔界最強列伝                                | スーパーファミコン      | ナムコ       |
| 2005年 | 5月19日  | 幽☆遊☆白書FOREVER                                           | PlayStation 2           | バンプレスト |
| 2006年 | 9月21日  | 幽☆遊☆白書DS〜暗黒武術会編〜                                | ニンテンドーDS          | タカラトミー |
| 2007年 | 1月11日  | THE BATTLE OF 幽☆遊☆白書 〜死闘!暗黒武術会〜 120%フルパワー | PlayStation 2           | バンプレスト |

| 発売年 | 発売日  | ゲーム名                                     | 機種       | 発売元       |
| ------ | ------- | -------------------------------------------- | ---------- | ------------ |
| 2006年 | 9月21日 | THE BATTLE OF 幽☆遊☆白書 〜死闘!暗黒武術会〜 | アーケード | バンプレスト |

| 配信開始日     | 配信終了日            | ゲーム名                                | 媒体        | 運営元/開発                      |
| -------------- | --------------------- | --------------------------------------- | ----------- | -------------------------------- |
| 2012年7月31日  | 2014年5月30日         | 幽☆遊☆白書～100%中の100%バトル～        | Mobage      | KLab                             |
| 2012年12月6日  | 終了日不明            | 幽☆遊☆白書～100%中の100%バトル～        | mixi        | KLab                             |
| 2012年11月29日 | 2019年2月28日         | 幽☆遊☆白書〜魔界統一最強バトル〜        | GREE        | メディアインクルーズ→KLab        |
| 2018年8月28日  | 2023年2月21日（予定） | 幽☆遊☆白書 100％本気（マジ）バトル      | iOS Android | KLab アクセルマーク→オルトプラス |
| 2021年5月19日  | 2022年12月20日        | 幽☆遊☆白書 GENKAIバトル魂（スピリッツ） | iOS Android | モブキャスト                     |

ソーシャルゲームの1つ『幽☆遊☆白書〜魔界統一最強バトル〜』は、30代前後の社会人をターゲットとして配信が開始された。配信開始告知と同時に、ファン層に考慮しメインが若年層にならないように注意を払うとも述べた。『ラブライブ! スクールアイドルフェスティバル』と共に2013年5月度単月黒字化に貢献した。
元のアニメ作品自体が他のソーシャルゲームアプリへのコラボレーションを果たした実績として、2016年11月17日 - 12月2日までの期間限定で『モンスターストライク』に参加。CMも放映し、又吉直樹が戸愚呂（兄）役を、戸愚呂（姉）役で椿鬼奴も姉役で参加した。コラボレーション効果も手伝い、元のアニメ本編が動画配信サービス「ビデオマーケット」において2016年11月14日 - 11月20日、2016年11月21日 - 11月27日、2016年11月28日 - 12月4日の3週連続にわたり、2016年12月12日 - 12月18日集計で視聴数第1位を記録した。第2弾が2017年5月2日 - 5月13日までの期間限定で開催。第2弾では第1弾出演の戸愚呂兄弟、姉、に加え、父、母、叔父、犬が登場、「戸愚呂家」を形成した。出演には第1弾出演の又吉、椿他、みうらじゅん（父）、萬田久子（母）、安斎肇（叔父）が出演した。なお、原作・アニメとも戸愚呂は兄・弟以外の家族は登場していない。

#### 海外
海外製（北アメリカ）ソフト。発売日時は、北アメリカ現地時間。全ソフトがアタリより発売。
| 発売年 | 発売日   | ゲーム名                          | 機種                   |
| ------ | -------- | --------------------------------- | ---------------------- |
| 2003年 | 12月9日  | Yu-Yu Hakusho: Spirit Detective   | ゲームボーイアドバンス |
| 2004年 | 11月18日 | Yu Yu Hakusho: Tournament Tactics | ゲームボーイアドバンス |
| 2004年 | 9月21日  | Yu Yu Hakusho Dark Tournament     | PlayStation 2          |

### イベント
アニメ放送当時にイベントが開催されているが、いずれもソフト化されていない。メインキャラクター4人の声優（佐々木望、千葉繁、緒方恵美、檜山修之）は出演していた。観客は8割強ほどが女性で、例として観客の9割が男性だった『うる星やつら』のイベント会場などは汗臭く、多くのアニメ系イベントは男性層が多いのでその臭いには慣れていたが、幽☆遊☆白書のイベント会場は、圧倒的な女性の多さゆえに化粧臭くて驚いたと千葉繁は語っている。
福岡県では1994年度の博多祇園山笠の飾り山の1つとして9番見送り（裏側）、表題「アニメ幽☆遊☆白書」として選定された。
2017年、『幽☆遊☆白書』25周年を記念してアニメプラザ池袋店で2017年4月28日 - 7月2日、TSUTAYA3店舗と期間限定のコラボレーションを開催。グッズ販売他、アニメプラザではコラボレーションカフェが催された。他に浦飯役の佐々木、桑原役の千葉、蔵馬役の緒方、飛影役の檜山が再会。思い出話と共に、もう一度の収録に意欲をみせた。
1992年10月10日からちょうど25年後の2017年10月10日、当時放映時刻の18時30分より第1話「死んだらオドロいた」から第66話「戸愚呂の償い・一番の望み」までの本編をニコニコ生放送より配信した。2018年7月 - 9月までの期間にかけて、本編他、劇場アニメの同名の1993年度映画版、Blu-ray初収録の『幽☆遊☆白書 冥界死闘篇 炎の絆』、新作を含めたBlu-ray BOXが発売。

## 評価
原作者の冨樫は、アニメに対して、ジャンプコミックス『幽☆遊☆白書』第10巻「許せない!!の巻」袖コメントで、声優の賛否両論は聞いている、自分は決定に参加していない、原作の漫画内でキャラクターに声の設定をしていない、アニメ業界の事情もよく分からない、あまりアニメ制作にも関わっていない、漫画とアニメは別物になると思っていた、と述べている。藤巻忠俊との対談では、幽助役の佐々木望とは、声優としての話を聞けて面白かった、桑原役の千葉繁に対しては、自分より桑原を知っていると評価した。一方で、阿部は前述のアニメオリジナルエピソードである飛影と軀の戦いが描かれた第109話は冨樫から「飛影が軀の過去を救ってあげるという話にして欲しい」という要望があったと語っている。
アニメ20周年目前となった2011年、『月刊アニメディア』2011年7月号（30周年記念号）にて「思い入れのある歴代アニメ30」に30位、「思い入れのある男性キャラ作品30」に蔵馬が29位、編集部特選の特集「創刊30周年歴代人気アニメ特集 泣いた!笑った!ときめいた!みんなの推しキャラ THE☆BEST extra」に選定。当時アニメスタッフ監督の阿部がメッセージを寄せ、浦飯幽助、桑原和真、蔵馬、飛影、人間界バージョンのコエンマ5人が30周年記念に駈け付ける形でキャラクターデザインの北山によるイラストが掲載された。編集部も本編内の透過光と再会してみたいキャラクターならびにアニメ作品、『月刊アニメディア』本誌のキャラクターを重視する姿勢は本アニメ作品より始まったも言ってもいいと評価した。「創刊30周年歴代人気アニメ特集 泣いた!笑った!ときめいた!みんなの推しキャラ THE☆BEST extra」掲載内容は、主題歌の「微笑みの爆弾」作詞を手掛けたリーシャウロンによりツイートされた。
2017年5月3日、ニッポンアニメ100の中のネット投票企画「発表! あなたが選ぶアニメ ベスト100」にて65位を記録した。
マイナビウーマンが2014年9月から22歳 - 34歳の働く女性を対象とした「アニメ版が好きな『週刊少年ジャンプ』の作品ランキング！」のWebアンケートでは、好きなアニメ第3位（有効回答数227票中の21.3%）にランクインした。